# 24 settembre
Il 24 settembre è il 267º giorno del calendario gregoriano (il 268º negli anni bisestili). Mancano 98 giorni alla fine dell'anno.

## Eventi
- 622 – Maometto completa la sua Egira dalla Mecca a Medina
- 1180 – Alessio II Comneno diventa a 11 anni imperatore bizantino dopo la morte del padre Manuele
- 1493 – Seconda spedizione di Cristoforo Colombo nel Nuovo Mondo
- 1664 – I Paesi Bassi cedono Nuova Amsterdam all'Inghilterra
- 1789 – Vengono istituiti la Corte suprema degli Stati Uniti e il Procuratore generale degli Stati Uniti
- 1841 – Il sultano del Brunei cede Sarawak al Regno Unito
- 1852 – Viene mostrato al pubblico il primo dirigibile
- 1863 – La Brigata Estense viene sciolta a Cartigliano
- 1869 – Venerdì nero: il prezzo dell'oro precipita quando Jay Gould e James Fisk tramano per controllare il mercato
- 1877 – Nella battaglia di Shiroyama gli ultimi samurai vengono sconfitti e uccisi dall'esercito imperiale giapponese
- 1889 – Cinque vescovi vetero-cattolici firmano la Dichiarazione di Utrecht, dando così origine all'Unione di Utrecht delle Chiese vetero-cattoliche
- 1890 – La Chiesa di Gesù Cristo dei santi degli ultimi giorni rinuncia ufficialmente alla poligamia
- 1912 – Enciclica "Singulari quadam" di papa Pio X
- 1948 – Viene fondata la Honda Motor Company
- 1957 – Il presidente statunitense Dwight D. Eisenhower invia la Guardia Nazionale a Little Rock (Arkansas) per far applicare la desegregazione
- 1959 – Va in onda per la prima volta lo Zecchino d'Oro
- 1961 – Su iniziativa di Aldo Capitini si svolge la prima Marcia per la pace da Perugia ad Assisi
- 1962 – La Corte d'appello degli Stati Uniti ordina all'Università del Mississippi di ammettere James Meredith
- 1973 – La Guinea-Bissau dichiara l'indipendenza dal Portogallo
- 1991 – Escono gli album Nevermind dei Nirvana, Blood Sugar Sex Magik dei Red Hot Chili Peppers e The Low End Theory degli A Tribe Called Quest
- 1993 – La monarchia viene ripristinata in Cambogia con Norodom Sihanouk come re.
- 2002 – Spagna: ultimo attentato mortale addebitato all'ETA
- 2008 – Tarō Asō, 68 anni, è il settimo cristiano ad essere eletto primo ministro in Giappone
- 2009 – A Pittsburgh in Pennsylvania si svolge il terzo G20 dei paesi industrializzati.
- 2017 – Elezioni federali in Germania.

## Nati
Ci sono circa 1 110 voci su persone nate il 24 settembre; vedi la pagina Nati il 24 settembre per un elenco descrittivo o la categoria Nati il 24 settembre per un indice alfabetico.

## Morti
Ci sono circa 450 voci su persone morte il 24 settembre; vedi la pagina Morti il 24 settembre per un elenco descrittivo o la categoria Morti il 24 settembre per un indice alfabetico.

## Feste e ricorrenze

### Civili
Nazionali:
- Sudafrica – Giorno dell'eredità

### Religiose
Cristianesimo:
- Madonna della Mercede
- Sant'Anatalone, vescovo
- Santi Andochio, Tirso e Felice, martiri
- Sant'Antonio Gonzalez, martire domenicano
- San Coprio, monaco in Palestina
- San Gerardo di Csanád, vescovo e martire
- Sant'Isarno di Marsiglia, abate
- San Lupo di Lione, vescovo
- San Pacifico da San Severino, sacerdote francescano
- San Pietro l'Aleuta, martire (Chiesa ortodossa russa)
- San Rustico di Clermont, vescovo
- Santi dell'Alaska (Chiese di rito orientale)
- San Terenzio di Pesaro, vescovo e martire
- Beato Anton Martin Slomšek, vescovo
- Beata Colomba Gabriel, fondatrice delle Suore benedettine di carità
- Beato Dalmazio Moner, domenicano
- Beato Ermanno il contratto, monaco di Reichenau
- Beato Giuseppe Maria Ferrandiz Hernandez, sacerdote e martire
- Beato Giuseppe Raimondo Ferragud Gibres, martire
- Beato Giuseppe Raimondo Pasquale Ferrer Botella, sacerdote e martire
- Beati Guglielmo Spenser e Roberto Hardesty, martiri
- Beata Incarnazione Gil Valls, vergine e martire
- Beato Wolfango da Steinkirchen, martire